# De Doorns

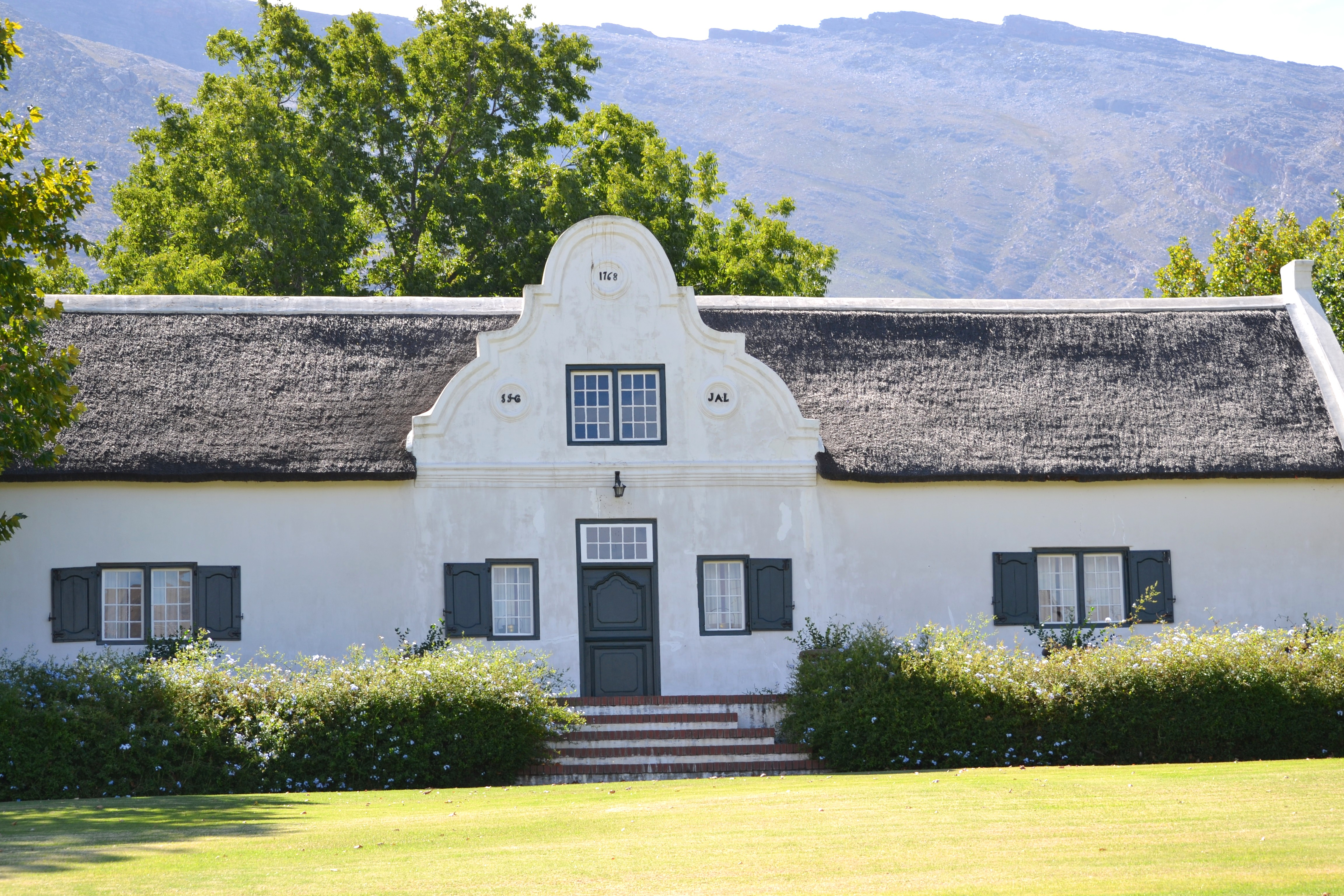
Historisches Weingut Clovelly, kapholländische Architektur

De Doorns ist eine Stadt in der Lokalgemeinde Breede Valley, im Distrikt Cape Winelands der südafrikanischen Provinz Westkap. Die Stadt liegt im Tal des Hex River in 460 Meter Höhe an der N1-Autobahn, die Kapstadt und Johannesburg verbindet. Worcester liegt 34 Kilometer südwestlich und Touwsrivier 40 Kilometer nordöstlich.
Hier lebten 11.278 Einwohner (Stand 2011).

## Geschichte
1875 wurde auf der Farm De Doorns (afrikaans für „die Dornen“; der Name bezieht sich auf die Akazien am Ufer des Hex River) eine Eisenbahnstation an der Strecke Kapstadt–Johannesburg errichtet, die im Laufe der Jahre zu einer Stadt anwuchs.
Die Lokalität ist bereits seit 1725 als Farm De Doorns boven aan de Hex Rivier (niederländisch) bekannt. Im Jahre 1933 bildete sich eine Dorfverwaltung in De Doorns. Das Stadtrecht wurde 1951 verliehen.
Bekannt ist der Ort durch eine südafrikanische Legende: Die Buffelskraal-Farm (heutiger Name: Clovelly) war der Geburtsort von Eliza Meiring, einem hübschen Mädchen. Um ihre Freier 1786 zu testen, sollten diese ihr vom nahegelegenen 2247 Meter hohen Matroosberg eine Disa (eine Orchideengattung) mitbringen. Der junge Mann, den sie bevorzugte, machte sich auf den Weg, stolperte jedoch und stürzte am Berg zu Tode. Als Eliza davon erfuhr, wurde sie geistesgestört und deshalb auf ihrem Zimmer im Obergeschoss des Wohnhauses eingeschlossen. Bei ihrem Versuch ein Fenster zu öffnen, stolperte sie ebenfalls und kam zu Tode.